# Resident Evil 2 (игра, 1998)
Resident Evil 2 (с англ. — «Обитель зла 2», в Японии известна как Biohazard 2) — компьютерная игра в жанре survival horror из серии Resident Evil. Вышла в 1998 году на приставке PlayStation. Действие игры разворачивается два месяца спустя после событий первой игры, Resident Evil. Местом действия выступает американский городок Раккун-сити, жители которого превратились в зомби под воздействием биологического оружия под названием T-вирус, созданного фармацевтической компанией Umbrella. Два протагониста, Леон Скотт Кеннеди и Клэр Рэдфилд, пытаются покинуть город. По пути они встречают других выживших и сталкиваются с создателем G-вируса (более мощная разновидность T-вируса) Уильямом Биркином, превратившимся в мутанта.
Игровой процесс Resident Evil 2 основан на исследовании территории, решении головоломок и схватках с врагами. Он включает в себя основные элементы жанра survival horror, такие как небольшое количество боеприпасов и ограниченная возможность сохранения игры. Для каждого героя в игре присутствуют свои собственные сценарии. Игра разрабатывалась командой из 40-50 человек в течение одного года и девяти месяцев. Руководителем проекта был Хидэки Камия, а продюсером — Синдзи Миками. Первоначальная версия игры, именуемая Resident Evil 1.5, имела серьёзные отличия от окончательной версии. На поздних стадиях разработки она была признана продюсером проекта «скучной и нудной» и отменена. Окончательная версия игры отличается от первоначальной иным сеттингом и более кинематографичным сюжетом, саундтрек имеет своей основной темой «отчаяние».
Resident Evil 2 была позитивно встречена игровой прессой. Критики хвалили её за атмосферность, сеттинг, графическую составляющую и звуковые эффекты. Тем не менее, игра подвергалась критике за систему управления, озвучивание персонажей и систему инвентаря, некоторым обозревателям не понравились игровые головоломки. Игра имела высокий уровень продаж и считалась наиболее успешной игрой серии для консоли PlayStation. После выпуска игра Resident Evil 2 попадала в списки 100 лучших игр от различных изданий. Она была портирована на PC, Game.com, Dreamcast, Nintendo 64, GameCube. Сюжет игры в более поздних версиях был пересказан и расширен, также на его основе были созданы несколько адаптаций.
В начале 2000 года вышла игра Resident Evil Code: Veronica, продолжающая историю Клэр Редфилд, а также её брата Криса и антагониста Альберта Вескера, являвшихся одними из центральных персонажей первой игры. Продолжением истории Леона С. Кеннеди стала Resident Evil 4, вышедшая в 2005 году. 25 января 2019 года был выпущен ремейк Resident Evil 2, анонсированный 12 августа 2015 года.

## Игровой процесс
Resident Evil 2 — игра в жанре survival horror. Основная механика игрового процесса схожа с предыдущей игрой, Resident Evil. Игрок исследует вымышленный средне-западный город, решает головоломки и сражается с монстрами. Два главных героя могут использовать огнестрельное оружие, однако патроны к нему ограничены, что добавляет в игру тактический элемент. На экране статуса игрок может проверить состояние своего персонажа, использовать медицинские препараты для исцеления ранений и экипировать оружие. Здоровье персонажей может быть определено по их позе и скорости передвижения. Например, при среднем ранении персонаж держится рукой за живот, а при критическом ранении начинает хромать. Объём инвентаря героев ограничен, вследствие чего часть полученных предметов необходимо хранить в специальных ящиках, находящихся в определённых игровых местах; количество свободных мест в инвентаре может быть увеличено. Во время игрового процесса к каждому герою присоединяется напарник. Напарники сопровождают игрока в некоторых эпизодах игры, а периодически становятся играбельными. В некоторых комнатах находятся пишущие машинки, которые игрок может использовать для записи игры. Сохранение осуществляется при помощи красящих лент, которые игрок может собирать во время прохождения. Действие игры происходит в реальном времени — полигональная модель персонажа движется по предрендеренному заднему плану, который отображается под фиксированным углом камеры.
Два главных героя имеют собственные сюжетные линии и сценарии. У каждого персонажа есть ряд особенностей, который заключается в разном расположении предметов, разнообразии ключей и головоломок, которые предстоит решить игроку во время прохождения. Кроме того, у Леона и Клэр в распоряжении будет разное оружие. После завершения сценария A за одного героя становится доступным сценарий B за второго. Игрок имеет возможность начать сценарий A за любого из героев; всего доступно 4 сценария. В нескольких местах Resident Evil 2 результат прохождения сценария вторым персонажем будет зависеть от того, какие действия ранее предпринял играющий в прохождении первым персонажем. Например, способ прохождения влияет на доступность определённых предметов; монстры, не убитые в сценарии А, могут встретиться в сценарии В. По завершении каждого сценария игроку присваивается ранг, который зависит от затраченного на прохождение времени, числа сохранений и использованных в процессе игры лечебных средств. В зависимости от достижений игрока в качестве награды может быть открыто бонусное оружие с бесконечными патронами и дополнительные костюмы. В Resident Evil 2 присутствует три отдельные миниигры: The 4th Survivor, The Tofu Survivor и Extreme Battle. Для их открытия игроку необходимо заработать ранг А. В мини-играх представлены дополнительные герои, которым нужно выполнять различные задания, например, выжить без помощи посторонних предметов. В Extreme Battle игроку доступны для управления Леон, Клэр, Ада и Крис Рэдфилд (брат Клэр); действие разворачивается на основных игровых локациях. В The 4th Survivor игрок управляет солдатом подразделения U.S.F.U. Ханком, которому предстоит с боем добраться до вертолётной площадки и покинуть город. The Tofu Survivor — шуточный сценарий, аналогичный The 4th Survivor с той лишь разницей, что игрок здесь управляет сыром тофу, а в инвентаре только нож.

## Сюжет
События игры происходят 29 сентября 1998 года, спустя два месяца после событий первого Resident Evil, в среднезападном американском городе Раккун-сити. В результате утечки T-вируса, новейшего биологического оружия, тайно разрабатываемого фармацевтической корпорацией Umbrella, практически все жители города превратились в зомби. Два главных героя, новичок-полицейский Леон Скотт Кеннеди, прибывший в город на свой первый рабочий день, и студентка колледжа Клэр Редфилд, приехавшая в Раккун-сити на поиски своего брата Криса, с которым она не может связаться, встречаются, но тут же расстаются, попав в автомобильную аварию. Оба договариваются встретиться в полицейском участке, где они планируют найти укрытие от мутировавших жителей города. Там они узнают, что большая часть полицейских либо погибла, либо превратилась в зомби, а Крис покинул город, направившись в Европу с целью обнаружить штаб корпорации Umbrella. Не видя более никаких причин оставаться в городе, Леон и Клэр решают разделиться, чтобы отыскать возможных выживших и покинуть город. В ходе поисков путей для эвакуации из города Клэр встречает маленькую девочку по имени Шерри, которую преследует неизвестное чудовище. Леон встречает некую Аду Вонг, которая ищет своего друга Джона, сотрудника корпорации.
Из найденных дневников, заметок и писем становится известно, что начальник Леона, шеф полиции города Айронс получал взятки от корпорации Umbrella, взамен которых он помогал корпорации прятать доказательства их незаконной деятельности. Он также укрывал от общественности сведения о создании корпорацией новейшего образца биологического оружия — G-вируса, способного превратить человека в мощное биооружие. Айронс пытается застрелить Клэр, но сам погибает от рук мутанта. Затем Клэр и Шэрри бегут из города через канализационные каналы, но в какой-то момент поток воды увлекает Шерри в сточный люк и Клэр остаётся одна. Тем временем Леон и Ада тоже покидают город через систему канализации. Ада находит золотой медальон Шерри, который девочка потеряла, когда убегала от монстра. Далее они встречают женщину средних лет, которая стреляет в Аду, но Леон своим телом прикрывает Аду, получает ранение и теряет сознание. Ада догоняет стрелявшую, которая представляется именем Аннет Биркин, матерью Шерри и супругой Уильяма Биркина, учёного корпорации, создавшего G-вирус. Уильям был в лаборатории, когда явились специальные агенты во главе с неким Ханком, застрелили Уильяма и похитили образец вируса. Перед самой смертью Биркин вколол себе вирус и теперь он превратился в чудовищного монстра, который преследует Шерри. Аннет видит у Ады медальон своей дочери и пытается его отобрать. Завязывается потасовка, в ходе которой Аннет падает в воду. Ада узнаёт, что внутри медальона хранится образец G-вируса. Движимая чувствами, она возвращается к Леону и оказывает ему медицинскую помощь.
В это время Клэр находит Шерри и обнаруживает, что мутировавший Биркин заразил свою дочь эмбрионом, чтобы воспроизвести потомство. Леон, Ада, Клэр и Шерри пробираются через заброшенную фабрику в секретный подземный научно-исследовательский комплекс корпорации. Мутант-Биркин серьёзно ранит Аду, и Леон отправляется на поиски лекарств для неё. Его останавливает обезумевшая Аннет, которая открывает Леону всю правду об Аде. Ада — шпионка, которая завела отношения с сотрудником корпорации Джоном исключительно для того, чтобы собрать нужную информацию. Её цель — похитить образец G-вируса. Аннет собирается застрелить Леона, но в этот момент появляется монстр Тиран, и Аннет оказывается вынуждена отступить. На помощь Леону приходит Ада, но ей приходится пожертвовать собой ради спасения Леона. Ада признаётся Леону в своих чувствах, затем он оставляет её неподвижное тело. Тем временем Аннет пытается бежать с другим образцом G-вируса, но её смертельно ранит мутировавший муж. Перед смертью Аннет успевает рассказать Клэр как приготовить вакцину, которая остановит процесс мутации Шерри. Биркин, теперь мутировавший в огромный кусок плоти с зубами, погибает при взрыве спасательного поезда, на котором Клэр, Леон и Шерри выбираются из комплекса. Оказавшись в безопасности, Клэр и Леон принимают решение уничтожить Umbrella. Клэр собирается продолжить поиски брата. Выжившая Ада забирает кулон с образцом вируса.

## Разработка
В 1995 году главный менеджер отдела планирования компании Capcom Ёсики Окамото предложил создать новую игру под названием Biohazard Dash, действие которой разворачивается спустя три года после событий первой игры Resident Evil и происходит на месте разрушенного особняка Спенсера (сеттинга первой игры). Два новых персонажа должны вступить в схватку с растенеподобными созданиями. Однако вскоре возникла новая идея создания полноценного сиквела под названием Biohazard 2, действие которого должно развернуться в городе Раккун-сити. Однако на разработку пришлось бы потратить большое количество времени, вследствие чего планируемая дата выпуска сиквела была бы перенесена на более поздний срок. Таким образом, от идеи пришлось отказаться.

### Первоначальная версияResident Evil 1.5
Разработка Resident Evil 2 началась через месяц после того, как в начале 1996 года вышла её предшественница, а первые кадры были показаны на фестивале V Jump в июле 1996 года. Эта ранняя бета-версия, позднее обозначенная продюсером Синдзи Миками как Resident Evil 1.5, радикально отличалась от окончательного варианта своим сценарием, общим представлением и механикой игры. Общий замысел представлял события, происходящие во впоследствии вышедшей Resident Evil 2, и повествовал об эпидемии, заразившей жителей Раккун-сити спустя два месяца после событий первой игры. Однако в этой версии, корпорация Umbrella уже была закрыта за проведение незаконных экспериментов. Команда разработчиков намеревалась сохранить тот уровень ужаса, который присутствовал в первой игре; для этого в повествование были введены два новых персонажа, не обладающие навыками выживания в ужасных ситуациях. Ими стали Леон Скотт Кеннеди, практически без изменений перенесённый в окончательную версию игры, и Эльза Уокер, студентка колледжа, увлекающаяся мотоспортом, для которой Раккун-сити являлся родным городом. В отличие от окончательной версии, похождения Леона и Эльзы происходили раздельно и их пути не пересекались, зато у каждого из персонажей был не один, а два вспомогательных персонажа. Леону помогали его приятель полицейский Марвин Брана и женщина-учёный по имени Линда, ранняя версия Ады. Эльзе же помогали Шерри Биркин и мужчина по имени Джон, который появляется в Resident Evil 2 как владелец оружейного магазина Роберт Кендо.
Реальный мир оказал влияние на художников Исао Оиси и Рёдзи Симогама, работавших над дизайном персонажей. К примеру, Оиси придумал внешний вид Леона в качестве подобия собственного бладхаунда, а Аннет Биркин была срисована с внешности актрисы Джоди Фостер. Полицейский участок, в котором начинается действие Resident Evil 1.5, первоначально имел более современный и близкий к реальности дизайн, а само здание было меньше по площади, чем итоговое в Resident Evil 2. Заражённых полицейских было намного больше, среди них встречались «боссы», одним из них был непосредственный начальник Леона Рой. Количество полигонов, используемых в моделях врагов, было намного меньше, чем в изданной версии. Это позволяло появляться на экране сразу большому количеству зомби, вызывая сильное чувство ужаса у играющего в Resident Evil 1.5. Кроме того, в игре использовалась динамическая музыка (характер музыки изменялся в зависимости от тех или иных событий на экране) и часто изменяемые задние планы. Игровые персонажи могли находить и использовать снаряжение, повышающее защиту и увеличивающее число переносимых предметов. Полигональные модели персонажей менялись в зависимости от надетого костюма и характера полученных в бою ранений.
Разработкой игры занималась группа численностью в 40-50 человек, в дальнейшем ставшая частью студии Capcom Production Studio 4. Руководил командой Хидэки Камия, который сформировал коллектив так, что половина сотрудников являлась новыми работниками Capcom, а другой половиной были те, кто ранее работал над первой Resident Evil. На начальных стадиях разработки продюсер Миками часто имел творческие разногласия с Камией и пытался влиять на команду, перехватывая на себя роль руководителя. В конце концов, он отступил и вернулся к роли наблюдателя. Его единственным требованием осталось демонстрировать ему один раз в месяц то, что было сделано. Миками ожидал, что проект будет завершён за три месяца и будет готов для передачи в издательство к маю 1997 года. Однако к намеченной дате проект Resident Evil 1.5 был отменён при общей готовности на уровне 60-80 %. Позднее Миками объяснил, что за те три месяца, потраченные на производство, игра так и не приблизилась по качеству к желаемому результату, игровой процесс и локации вызывали у него особые нарекания как «скучные и надоедливые».
В феврале 2013 года произошла утечка незавершенной версии 1.5, имеющей множество багов и недоработок. Группа фанатов поставила для себя цель закончить данную версию, сделать её играбельной и, помимо прочего, перевести её на английский язык. Первоначально игра распространялась через eBay, однако позже была снята с продажи и была размещена в сети Интернет в свободном доступе.

### Перезапуск производства
Сюжет Resident Evil 1.5, которым Миками планировал завершить серию, подвергся критике со стороны Ёсики Окамото, который посчитал его законченным, что затруднило бы выпуск продолжений сериала. Вместо завершения он предложил создать вымышленный мир Resident Evil, который превратит название во франчайз — наподобие аниме-сериала Gundam и бондианы. В период, пока команда не начала написание нового сценария, Окамото представил разработчикам профессионального писателя-сценариста Нобору Сугимуру, который был восхищён сценарием Resident Evil. Сугимура изначально был приглашён как пробный консультант, но Окамото был впечатлён тем, с какой лёгкостью Сугимура решает трудности, загнавшие в тупик ход сценария. Вскоре Сугимуре было предложено полностью сочинить новый сценарий для Resident Evil 2. Фундаментальным изменением сценария стала замена Эльзы Уокер на Клэр Редфилд, что было сделано для того, чтобы связать сюжет с первой игрой. Чтобы выполнить план Capcom по продаже двух миллионов копий игры, Хидэки Камия попытался привлечь новых покупателей, прибегнув к «голливудскому» приёму презентации сюжета. Поскольку Окамото не хотел, чтобы влияние Камии на проекте усилилось, он предложил Сугимуре обсудить изменения в сценарии с Миками и командой разработчиков. Планировщики переработали игру «с нуля», чтобы она соответствовала внесённым изменениям, а программисты и остальные члены команды переключились на подготовку к выпуску переиздания первой игры под названием Resident Evil Director’s Cut, которая поступила в продажу с играбельной демоверсией новой Resident Evil 2, чтобы «раскрутить» продолжение сериала и удовлетворить любопытство тех, кто заждался выхода второй игры.
В окончательной версии Resident Evil 2 от первоначальной игры осталось совсем немного. Этим немногим стали локации, внешний вид которых теперь приобрел более экстравагантный и художественный вид, основанный на фотографиях интерьеров домов в западном стиле, расположенных в японских городах. Эти интерьеры были созданы с использованием программы SoftImage на рабочих станциях SGI O2, процедура рендеринга каждого заднего плана занимала от двух до трёх недель. Максимальное одновременное число зомби на экране было уменьшено до семи, что сделало возможным использование 450 полигонов в относительно высоких по детализации моделей Леона и Клэр. Протагонисты вместо видимых ранений начинали прихрамывать при ходьбе в случае, когда были ранены. Помимо изменений в графике, одним из самых значимых нововведений стало объединение сценариев, частично навеянное фильмом Назад в будущее 2, который предоставляет возможность посмотреть на события предыдущего фильма Назад в будущее с другого ракурса. Голоса актёров были записаны до того, как были готовы кат-сцены, для озвучивания были приглашены профессиональные актёры из Канады, причём на каждую роль был отбор из десяти претендентов. Затем были созданы видеоролики: фотографии движения актёров были переведены в цифровые изображения, из которых создавались компьютерные графические кадры, собранные в видео. Модель Ады не успели завершить вовремя, поэтому она стала единственным персонажем, который не появляется ни в одной рендеринговой кат-сцене.
В региональные версии игры Resident Evil 2 были внесены некоторые изменения. Североамериканская версия включает в себя более жестокие сцены окончания игры, удалённые из японской версии Biohazard 2. Resident Evil 2 также стала более сложной игрой по сравнению с японской версией.

### Музыка
Музыкальное сопровождение к игре Resident Evil 2 создавали композиторы Масами Уэда, Сюсаку Утияма и Сюн Нисигаки. Композиции в качестве основы имели «отчаяние». Будучи главным композитором, Уэда создавал мотивы, тогда как Утияма отвечал за музыкальные темы в стиле хоррор и видеосцены. Основная музыкальная тема, трёхнотная мелодия, использовалась несколько раз в течение сюжета, будучи включённой в музыкальные композиции Prologue, Raccoon City и The Third Malformation Of G. В игре задействованы различные музыкальные стили, включая эмбиент и индастриал. В момент нахождения на улицах Раккун-сити звучит перкуссионная музыка, а в полицейском департаменте задействованы фортепьянные звуки, подчёркивающие зловещее окружение. Ключевые сюжетные моменты сопровождаются оркестровыми и кинематографическими композициями, написанными под воздействием блокбастеров.
В январе и августе 1998 года в свет вышли два музыкальных альбома, включающих в себя музыку из игры. Первый альбом под названием Biohazard 2 Original Soundtrack включает в себя наиболее значимые композиции. Второй, Biohazard 2 Complete Track, в основном состоит из менее важных музыкальных тем, однако содержит в себе оркестровое попурри, звуковые эффекты и голоса персонажей, а также интервью со звукозаписывающей командой. На территории Европы вышел альбом Resident Evil 2 Original Soundtrack, идентичный сборнику Biohazard 2 Original Soundtrack. В североамериканском альбоме с тем же названием открывающая тема The Beginning Of Story поделена на четыре отдельных трека. Пять оркестровых аранжировок вошли в альбом Bio Hazard Orchestra Album, на котором был записан концерт Нового Японского филармонического оркестра. DJ Пистон Нисидзава создал электронные ремиксы нескольких композиций, позднее вошедшие в альбом под названием Biohazard 2 Remix: Metamorphoses.

## Версии изданий

### Региональные отличия
В Японии игра вышла неделей позже, чем в Северной Америке под названием Biohazard 2. Японская версия была упрощена: изменены местонахождения предметов и врагов, увеличена убойная сила оружия, автоматическое прицеливание сделано по умолчанию.
Кроме того, в японской версии, в отличие от европейской и американской, в сцене, когда игрок погибает и на экране появляется надпись Game Over, исключена демонстрация пожирания и потрошения погибшего игрока.
В России локализацией для PC занималась компания Акелла. Однако, как это часто случается, перевод на русский язык был выполнен лишь частично — видеоролики даже не снабдили субтитрами. Не всё благополучно сложилось и с локализациями для русскоязычных потребителей Resident Evil 2 на игровых консолях. Существует несколько вариантов перевода на русский язык для PlayStation и Dreamcast. Все они выполнены несколькими пиратскими студиями.

### DualShock Version
Спустя несколько месяцев после выхода оригинального издания в продажу в январе 1998 года поступила вторая версия Resident Evil 2, известная как DualShock Version. В данной версии игры были задействованы функции вибрации и аналоговое управление при помощи контроллера DualShock. Также в игру была добавлена новая бонусная мини-игра Extreme Battle, которая стала стандартной опцией во всех последующих переизданиях игры, за исключением издания для Nintendo 64. В режиме история присутствует сложность Rookie (рус. Новичок), в котором игроку даётся мощное оружие с бесконечными патронами. Японская версия Dual Shock Ver. включает в себя режим повышенной сложности U.S.A. Version. Также существует ряд небольших изменений, таких как добавление экранов результатов игры для мини-сценариев с участием Ханка и тофу.
В 2007 году в Японии изначальная версия игры для PlayStation была переиздана для сервиса PlayStation Network, в Северной Америке двумя годами позже на том же сервисе вышла Dual Shock Ver..

### Windows
Игра Resident Evil 2, как и её предшественница, была портирована на другие платформы после начального успеха на PlayStation. Одним из таких портов стал вышедший в 1999 году на PC в США Resident Evil 2 Platinum с поддержкой высокого разрешения экрана. Помимо того, что уже было добавлено в DualShock Version, в игре появилось меню просмотра рисунков, 3D-моделей и видеороликов из игры. Также появился новый режим сложности Hard mode (рус. Сложный режим). В феврале 2006 года была выпущена эксклюзивная японская версия, разработанная Sourcenext и совместимая с операционной системой Windows XP. Она содержала FMV-видео в высоком качестве с разрешением 640×480.

### Dreamcast
Издание для Dreamcast, также вышедшее в 1999 году, имело все дополнения, что и версия для Windows. Кадровая частота данной версии составляет 60 кадров в секунду. Новшеством стало использование дисплея карты памяти для отображения состояния здоровья персонажа. В Японии, версия игры для Dreamcast, получившая название Biohazard 2 Value Plus, была дополнена дополнительным третьим диском, на котором находилась демоверсия игры Resident Evil Code: Veronica и коллекция музыкальных треков из Resident Evil. Версия для GameCube, вышедшая в 2003, ничем не отличалась от DualShock Version.

### Nintendo 64
Версия для Nintendo 64 также вышла в 1999 году, портирование осуществлялось компанией Angel Studios (впоследствии переименованной в Rockstar San Diego) при содействии Capcom Production Studio 3 и Factor 5. Игра в значительной степени отличается от других выпусков. Её разработка, на которую был выделен 1 млн долларов, заняла 1 год. К особенностям данной версии игры относятся: «рандомизатор предметов» (по желанию игрока предметы в игре теперь можно было разместить в других, случайным образом выбранных местах); выбор английского, либо французского языка для текстовой информации; выбор уровня жестокости и цвета крови; новые секретные костюмы для главных персонажей — взамен старых. Также в игру включены 16 новых документов, созданных Тэцуро Оямой и известных как Ex Files. Данные файлы, разбросанные по четырём сценариям, связывают сюжет Resident Evil 2 с другими частями Resident Evil, в том числе не вышедшую на тот момент Resident Evil Zero. Ещё одной особенностью версии для Nintendo 64 стала функция смены режимов разрешения экрана c 640x480 на 320x240 в моментах, когда на экране появлялось много движущихся объектов. Игра поддерживала аксессуары для Nintendo 64 — Rumble Pak и Expansion Pak. К другим графическим усовершенствованиям относятся более гладкая анимация персонажей и более чёткие текстуры 3D-моделей. Версия для Nintendo 64 сопровождалась объёмным звуком Dolby, конвертирование которого осуществляли Крис Хьюлсбек, Рудольф Стембер и Томас Ингель. Они воссоздали каждую мелодию с нуля, увеличив частоту дискретизации и таким образом создав музыку в высоком качестве. Режим Extreme Battle в данную версию игры не вошёл.

### Sega Saturn и Game.com
Существует также версия Resident Evil 2 для недолго просуществовавшей портативной консоли Game.com, вышедшая в конце 1998 года. К изданию планировались две версии игры — за Леона и за Клэр, однако в продажу поступила только версия игры за Леона.
Кроме того, были начаты работы по портированию Resident Evil 2 на платформу Sega Saturn, но они были свёрнуты в связи с прекращением поддержки консоли в 1998 году, а также с тем, что команда разработчиков переключилась на производство продолжения сериала — Resident Evil Code: Veronica.
В 2007 игра была вновь выпущена для пользователей PlayStation Network в Японии, сделав её доступной пользователям PlayStation 3 и PSP. В Северной Америке эта версия появилась в ноябре 2009 года.

## Отзывы и критика
| Сводный рейтинг       | Сводный рейтинг | Сводный рейтинг | Сводный рейтинг | Сводный рейтинг | Сводный рейтинг | Сводный рейтинг     |
| Издание               | Оценка          | Оценка          | Оценка          | Оценка          | Оценка          | Оценка              |
| Издание               | Общая           | Dreamcast       | GC              | N64             | PC              | PS                  |
| --------------------- | --------------- | --------------- | --------------- | --------------- | --------------- | ------------------- |
| GameRankings          | N/A             | 79,75 %         | 63,30 %         | 86,93 %         | 79,59%          | 93,13%              |
| Metacritic            | N/A             | 77              | 59              | 89              | N/A             | 89                  |
| Иноязычные издания    |                 |                 |                 |                 |                 |                     |
| Издание               | Оценка          | Оценка          | Оценка          | Оценка          | Оценка          | Оценка              |
| Издание               | Общая           | Dreamcast       | GC              | N64             | PC              | PS                  |
| AllGame               | N/A             | N/A             | N/A             | N/A             | N/A             | [ 93 ]              |
| CVG                   | N/A             | N/A             | N/A             | N/A             | N/A             | 9,0                 |
| Famitsu               | N/A             | 34/40           | N/A             | 30/40           | N/A             | 37/40               |
| Game Informer         | N/A             | N/A             | N/A             | N/A             | N/A             | 9,5                 |
| GamePro               | N/A             | N/A             | N/A             | N/A             | N/A             | · (Dual Shock Ver.) |
| GameSpot              | N/A             | N/A             | N/A             | N/A             | N/A             | 8,9                 |
| IGN                   | 3,0 (Game.com)  | N/A             | N/A             | N/A             | N/A             | 9,3                 |
| Русскоязычные издания |                 |                 |                 |                 |                 |                     |
| Издание               | Оценка          | Оценка          | Оценка          | Оценка          | Оценка          | Оценка              |
| Издание               | Общая           | Dreamcast       | GC              | N64             | PC              | PS                  |
| «Игромания»           | N/A             | N/A             | N/A             | N/A             | 8,1/10          | N/A                 |

На рекламную кампанию игры Resident Evil 2 было затрачено 5 млн долларов. После официального выхода игра стала одной из наиболее продаваемых в США — в первую неделю было продано 380 000 копий и выручено 19 млн долларов (что эквивалентно 26 млн долларов в 2011 году), что превысило предыдущий рекорд продаж Final Fantasy VII, а также доход от демонстрации всех голливудских фильмов той недели, за исключением Титаника. Ещё 810 000 копий игры в версии Dual Shock Ver. были распроданы в марте 1999 года. Версия игры для PlayStation, окупившаяся тиражом 4,96 млн копий, имела коммерческий успех и была одной из самых продаваемых игр серии.
Resident Evil 2 была положительно встречена игровыми критиками. Оригинальная PlayStation-версия имела средний балл 93 % на агрегаторе GameRankings и 89/100 на Metacritic. Resident Evil 2 была названа 4-й лучшей игрой для PlayStation по версии журнала Famitsu. Издания Electronic Gaming Monthly, IGN, Game Informer и Official UK PlayStation Magazine включили Resident Evil 2 в свои списки 100 лучших игр; игра получила 62-е, 58-е, 34-е и 6-е места соответственно. В 2011 году GameTrailers поставил игру на 4-е место в списке игр, которые нуждаются в создании ремейка. По версии IGN игра Resident Evil 2 заняла 15-е место в списке 25-ти лучших игр Nintendo 64 всех времён. Большинство обозревателей хвалило игру за атмосферность, сеттинг, графическое оформление и звук, однако критике подвергалась система управления, озвучивание и некоторые элементы игрового процесса.
Рикардо Санчес из IGN утверждал, что «графика, звуковые эффекты, музыка, дизайн уровней и „мёртвая“ атмосфера вместе взятые образуют жуткий и наполненный кошмаром мир». Райан Макдональд из GameSpot придерживался аналогичного мнения, одновременно с тем сочтя игру «похожей на голливудский продукт». В обзоре ComputerAndVideoGames.com Пол Меллинсон обозначил игровую атмосферу, сюжет и показ как самые положительные аспекты. Хотя он и отметил «неестественность» сценария, но подчеркнул, что «он представлен игрокам в текущем виде благодаря грамотному написанию и умелой манере подачи». Сотрудник GamePro Майк Вейганд назвал повествование «увлекательным и драматическим», а диалоги — «грамотно написанными». Санчес, Брайан Девис из GameSpy и Мартин Тейлор из Eurogamer.net похвалили систему сценариев за расширение оригинальной истории и поднятие уровня реиграбельности. Макдональд счёл идею влияния действий игрока в одном сценарии на другой «отличной», но вместе с тем «недостаточно реализованной».
Resident Evil 2 также получила хвалебные отзывы за графическое оформление, которое, по мнению многих критиков, стало значительно лучше после первой части. Санчес и Вейганд посчитали, что задние планы игры по качеству превосходят первую часть благодаря своей детализованности и интерактивности. Макдональд положительно оценил анимацию моделей за «реалистичность» и обозначил использование в игре языка тела как средство плавного взаимодействия игрока с уровнем здоровья персонажа. Шон Сакенхэйм высоко оценил графику в игре, найдя задние планы «совершенными», игровые заставки — «произведением искусства», а анимацию — «подвижной и жуткой». Музыка также получила высокие оценки критиков. Вейганд охарактеризовал её как «прекрасное дополнение к графике». Санчес предположил, что «возможно в игре Resident Evil 2 представлен лучший звуковой дизайн среди консольных игр». Сакенхэйм описал звуковые эффекты как «близкие к идеалу», а Макдональд сравнил игровую музыку с классическими фильмами ужасов.
Отрицательную реакцию рецензентов вызвала в основном система инвентаря, которую Санчес назвал «болью» игры. Он раскритиковал необходимость использования ящиков для хранения предметов, а Макдональд посчитал, что «магическая связь» ящиков между собой придаёт игре неестественность. Кроме того, Меллинсон и Макдональд заметили, что некоторые головоломки неуместно смотрятся в полицейском участке. Сакенхэйм в своём обзоре отметил краткость игры и подчеркнул, что отдельные сценарии недостаточно разнообразны, чтобы заинтересовать обычных игроков. Он посчитал систему управления «легкой для освоения и игры», тогда как Санчес выразил мнение, что прицеливание из оружия представляет собой сложный процесс. Некоторые обозреватели подвергли критике озвучивание персонажей, назвав его «дрянным», «ужасным» и «варварским».

### Другие версии
За исключением положительно встреченного прессой порта игры для Nintendo 64, большинство поздних версий Resident Evil 2 получило более низкие оценки обозревателей. Вейганд посоветовал игрокам, у которых уже была Resident Evil 2, одолжить Dual Shock Ver. для миниигры Extreme Battle, а также порекомендовал новичкам покупать дополненную версию вместо оригинала. Windows-версия удостоилась положительных отзывов за дополнительный контент, однако одновременно с этим была раскритикована за невозможность сохранения игры по желанию игрока и за недостаточное для высокого разрешения оформление задних планов. Версия для Nintendo 64 была преимущественно положительно оценена за умелое техническое исполнение, выразившееся в размещении игры на 512-мегабитном картридже (ранее она занимала 2 диска). Тем не менее Тайлор негативно отозвался о сценах, перенесённых из оригинала без изменений. Джо Филдер из GameSpot посчитал такое сжатие данных простительным для формата картриджа и подчеркнул наличие эксклюзивных особенностей, заменяющий отсутствующий в данной версии режим Extreme Battle. Обозреватель IGN Мэтт Касамассина восторженно отозвался о реализации технологии Dolby Surround и назвал порт Nintendo 64 «лучшей версией игры».
Чёткие звуковые эффекты Dreamcast-версии были положительно оценены рецензентом Game Revolution Шоном Спарксом, который вместе с тем подчеркнул, что модели персонажей в данной версии смотрятся немного лучше. Однако Стив Кей из ComputerAndVideoGames.com выразил недовольство низким разрешением задних планов, которые, по его мнению, слишком отдаляют персонажей от окружающей обстановки, тем самым портя атмосферу игры. Штатный сотрудник GameSpot Джеймс Милки не посчитал порт для Dreamcast «существенно ценным», но по-прежнему назвал его «великолепной игрой» и выгодным предложением. Релиз для Nintendo GameCube подвергся серьёзной критике за высокую стоимость и устаревшую графику. Однако в обзоре GamePro, наоборот, подчёркивалось, что игра обладает самой лучшей графикой среди прочих версий. Девис и Марк Макдональд из 1UP.com были разочарованы отсутствием в игре свойств, включённых в версию Nintendo 64. Пир Шнейдер из IGN назвал 2.5D-версию для Game.com разочаровывающей и только «частично точной» по сравнению с оригинальной Resident Evil 2. Хотя он и посчитал, что графика и звук в определённой степени воссоздают атмосферу оригинала, он отметил, что управление слишком неудобно для комфортной игры.

## Адаптации и продолжения
Сюжет Resident Evil 2 стал основой для нескольких других работ и более поздних игр. Тэд Адамс и Крис Оприско создали на его основе комиксы Raccoon City — R.I.P.  и A New Chapter of Evil, которые вошли в мартовский и июньский выпуски журнала Resident Evil: The Official Comic Book Magazine 1998 года. 60-страничная манхва Shēnghuà Wēijī 2 (англ. Biological Crisis 2) публиковалась еженедельно с февраля 1998 года по апрель 1999 года. Пересказ сюжета в форме романтической комедии, сфокусированный на Леоне, Клэр и Аде, нашёл своё отражение в комиксе Èlíng Gǔbǎo II (англ. Demon Castle II) на тайваньском языке. Книга Resident Evil: City of the Dead, написанная автором С. Д. Перри и изданная в 1999 году, стала третьей новеллизацией серии Resident Evil.
Мобильная игра Resident Evil: Uprising содержит в себе сжатый вариант сюжета Resident Evil 2, адаптированный Меган Свейн. Рельсовый шутер Resident Evil: The Darkside Chronicles, выпущенный в 2009 году для платформы Wii, включает в себя сценарий под названием Memories of a Lost City, который пересказывает оригинальный сценарий Resident Evil 2 другими словами, хотя и содержит ключевые моменты из четырёх сценариев игры-оригинала. В 2008 году продюсер Resident Evil 5 Дзюн Такэути, ранее работавший дизайнером и графическим аниматором серии Resident Evil, намекнул на возможность создания полноценного ремейка Resident Evil 2; Синдзи Миками ранее уже поднимал данную тему, когда игра в 2002 году была портирована на GameCube, однако не изъявил желания работать над ремейком, так как это могло задержать дату выхода Resident Evil 4.
Сюжетные ветки, представленные в Resident Evil 2, были продолжены постановками и более поздними играми. Сценаристы Кёко Сагияма, Дзюнъити Миясита, Ясуюки Судзуки, Нобору Сугимура, Хирохиса Сода и Кисико Мияги, нанятые сотрудниками Flagship (бывшего подразделения Capcom) создали две радиопостановки: Chiisana Tōbōsha Sherry (англ. Sherry, the Little Runaway) и Ikiteita Onna Spy Ada (англ. Ada, the Female Spy, is Alive). Радиовещание проходило на Radio Osaka в начале 1999 года, позднее постановки вышли на двух отдельных дисках под общим названием Biohazard 2 Drama Album. Сюжет Chiisana Tōbōsha Sherry начинается вскоре после событий игры. Шерри разделилась с Клэр во время побега от солдат Umbrella, посланных убить всех свидетелей распространения вируса. Раккун-сити уничтожен правительством США, а Umbrella предпринимает попытки скрыть катастрофу. Шерри ищет убежище в соседнем городке Stone Ville, а позже бежит в Канаду при помощи девочки Мэг, которая клянётся помочь ей вновь встретиться с Клэр.
Ikiteita Onna Spy Ada начинается спустя несколько дней после Resident Evil 2 и повествует о миссии Ады по получению брелока Шерри с образцом G-вируса, который, как пояснялось в предыстории, оказался в руках у Ханка. Во Франции Ада перехватывает доставку брелока, убивает Ханка и его людей. В результате случайной утечки T-вируса в деревне Лойр Ада вынуждена отступить в старый замок. Вместе с отрядом французских десантников, посланных уничтожить деревню она сталкивается с Кристиной Генри, руководителем фабрики компании Umbrella, приказавшей Ханку доставить G-вирус во Францию. Сообщником Кристины оказывается командир десантного отряда Якоб, однако он, замышляя присвоить образец вируса себе, застреливает её. Филиппе, другой член отряда, убеждает Аду отдать ему брелок, после чего он впрыскивает себе G-вирус, чтобы иметь возможность остановить Якоба. Покидая территорию, Ада осознаёт свои чувства к Леону и решает прекратить шпионскую деятельность и вернуться к нему. Сюжеты альбомов не пересекаются с более поздними играми серии. Истории персонажей имеют иные продолжения: Шерри была взята на попечение правительством США сразу после событий Resident Evil 2, а Ада забрала брелок с образцом G-вируса и возобновила занятие шпионажем. Ханк же успешно доставил другой образец вируса в компанию Umbrella.